# Bountyduva
Bountyduva (Bountyphaps obsoleta) är en förhistorisk utdöd fågel i familjen duvor inom ordningen duvfåglar som tidigare förekom i östra Polynesien.

## Beskrivning
Bountyduvan beskrevs 2008 både som en ny art och som tillhöande ett nytt släkte utifrån subfossila lämningar funna på Henderson Island i östra Polynesien. Under arkeologiska utgrävningar har man hittat 18 ben på fyra olika ställen på ön, huvudsakligen i polynesiska kökkenmöddingar. 
Fågeln var stor, jämförbar i storlek med arter i Columba eller Ducula och större än de tre andra duvarter den levde med tillsammans på Henderson Island. Den hade relativt små vingar i förhållande till sin kroppsstorlek, vilket antyder att den även om den kunde flyga hade begränsad flygförmåga. 
Det är oklart hur arten är släkt med övriga duvor, men jämförelser visar att den troligen står närmast nikobarduvan i Caloenas eller tandduvan i Didunculus.

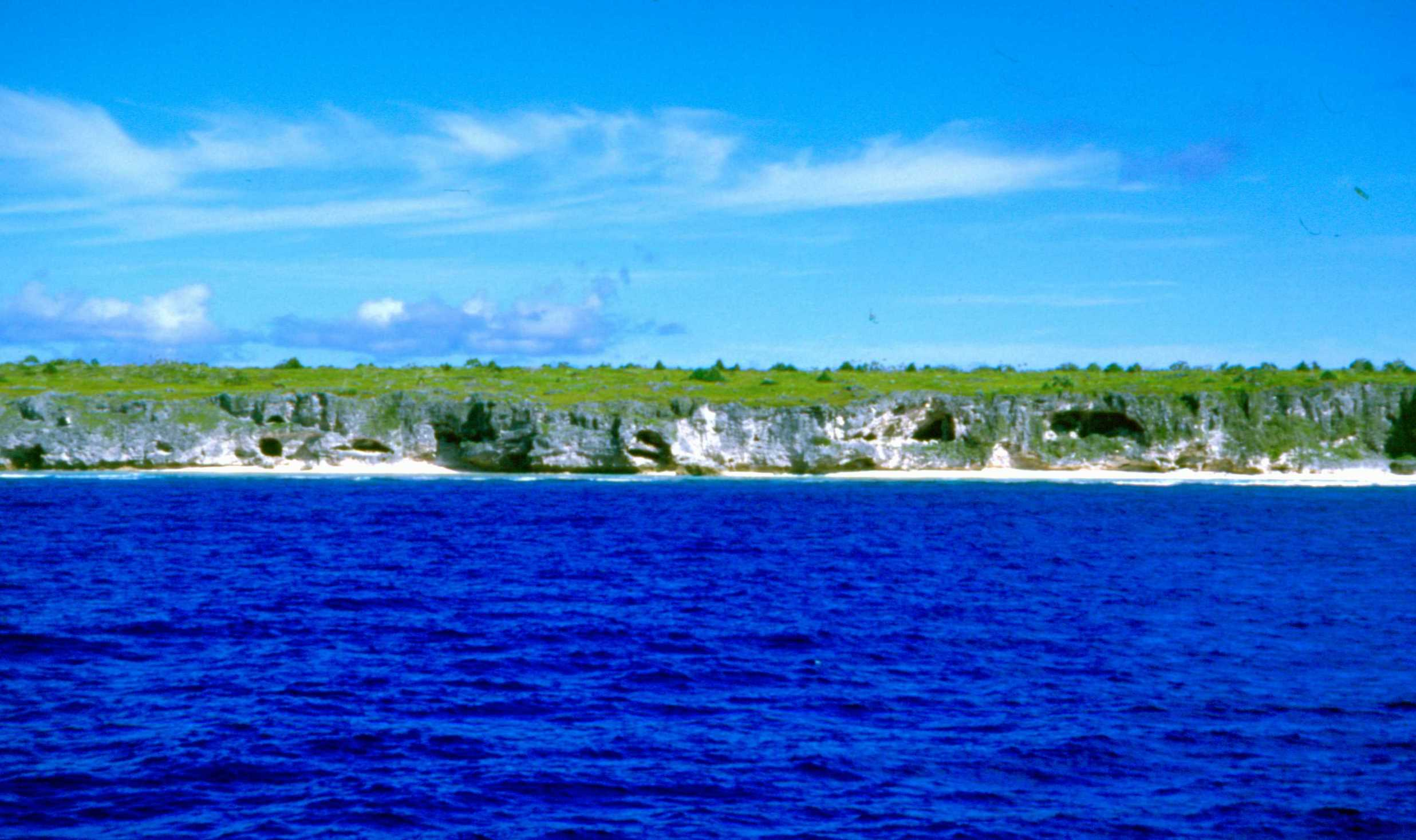
Henderson Island där fågeln förekom fram tills att den dog ut.

## Utdöende
Bountyduvan dog ut efter att människor kom till ön runt år 1050. Två av de tre övriga duvarterna på ön har också försvunnit, liksom andra fågelarter.

## Namn
Fågeln har fått sitt svenska namn och släktets vetenskapliga namn från skeppet HMS Bounty med vilken, efter det famösa myteriet, européerna upptäckte Pitcairnöarna. Det vetenskapliga artnamnet obsoleta kommer från det latinska adjektivet för "utdöd" eller "bortglömd".